# Eparchie Idukki
Die Eparchie Idukki (lateinisch Eparchia Idukkensis; Malayalam ഇടുക്കി രൂപത Iṭukki Rūpata) ist eine Eparchie der mit der römisch-katholischen Kirche unierten syro-malabarischen Kirche mit Sitz in Idukki in Indien. Sie umfasst einen Teil Distrikts Idukki.

## Geschichte
Papst Johannes Paul II. errichtete die Eparchie mit der Apostolischen Konstitution Maturescens Catholica am 19. Dezember 2002 aus Gebietsabtretungen des Bistums Kothamangalam und unterstellte sie dem Großerzbistum Ernakulam-Angamaly als Suffragandiözese.

## Bischöfe von Idukki
- Mathew Anikuzhikattil, 2003–2018
- John Nellikunnel, seit 2018